# Чужинова-Денисюк Ірина Валеріївна
Іри́на Вале́ріївна Чужи́нова-Денисю́к (* 1972) — українська велогонщиця; учасниця Олімпійських ігор-2004.

## З життєпису
Народилася 1972 року в місті Житомир. Представляла Україну на літніх Олімпійських іграх-2004. Брала участь у шосейних чемпіонатах світу —2000 (27-ма); -2002 та 2004 років.
Здобула бронзові нагороди на Чемпіонатах України з велоспорту на шосе 2001 бронза та 2003 років — в груповій гонці.